# Савойські Альпи
45°57′54″ пн. ш. 6°58′08″ сх. д. / 45.965° пн. ш. 6.969° сх. д.
Савойські Альпи (фр. Alpes de Savoie) — північна частина Західних Альп, головним чином на території Франції. 

## Географія Савойських Альп
Складаються з декількох високогірних масивів Монблан, заввишки до 4807 м;  Вануаз, Бофор, Бельдон і ін., складених переважно гранітами, гнейсами, кристалічними сланцями і розділених глибокими троговими долинами р. Ізер і її припливів. Від долини Грезіводан розташовані вапнякові Передальпи; днища долин переважно оброблені. На схилах до висоти 800 м  переважають широколистяні ліси з дубу, каштана, до 1800 м — змішані і хвойні ліси, до 2800 м — високогірні луги, вище — нівальний пояс зі сніжниками та льодовиками.

## Видатні місця
Район курортів та альпійського туризму. Три рази тут проходили Зимові Олімпійські ігри в 1924, 1968, 1992. Французький Гренобль — один із провідних центрів наукоємних виробництв і наукових досліджень, особливо розвинена галузь ядерної енергії та електроніки. Також тут діє Інститут географії Альп.